# Siófok
Siófok (Duits: Fock) is een stad in Hongarije, de grootste badplaats aan het Balatonmeer en de hoofdplaats van het district Siófok (Siófoki járás). De stad had in 2001 ongeveer 22.460 inwoners op een
oppervlakte van 124,66 km², hiermee is het de grootste stad aan het meer. In 2016 was het aantal gestegen tot boven de 25.000 inwoners, de stad is daarmee een plek die groeit. Siófok ligt in het comitaat (megyék) Somogy. De rivier de Sió stroomt ook door Siófok. De afstand tot de hoofdstad Boedapest is 100 kilometer en de stad ligt op 124 meter hoogte.
De stad heeft een oud centrum, bezienswaardigheden hier zijn het Centraal Station en de oude watertoren, waar nu de VVV in is gevestigd. De oude stad ligt niet aan het meer, maar op ongeveer 500 meter afstand.

## Economie
Siófok is een van de rijkste steden van Hongarije. Dit komt door het toerisme, dat dankzij het aangename landklimaat (in juli is het omstreeks 25°C) jaarlijks veel mensen trekt. Het strand strekt zich uit over de gehele lengte van de stad. Veel rijke Hongaren hebben een (tweede) huis in Siófok. De winkelprijzen zijn voor Hongaarse begrippen hoog.
Behalve Hongaarse toeristen trekt Siófok ook veel buitenlanders, met name Duitse, Nederlandse en Russische jongeren. In de stad zijn veel hotels, campings, appartementen, bungalows, restaurants, kroegen, discotheken en winkels. Ook verhuren veel lokale bewoners kamers.
Over het algemeen kan men in Siófok goed communiceren in de talen Duits, Engels en natuurlijk Hongaars.

## Verkeer en vervoer
Siófok heeft drie treinstations, waarvan één intercitystation. Door de aanleg van de autosnelweg M7 staat de stad in verbinding met Centraal-Hongarije.

## Foto's

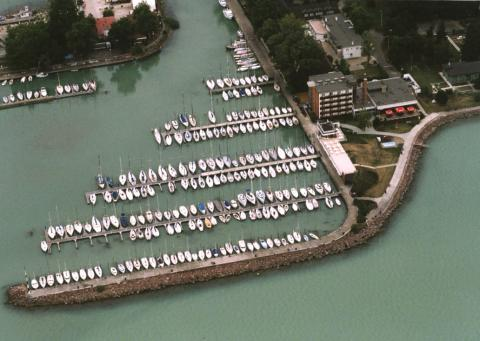
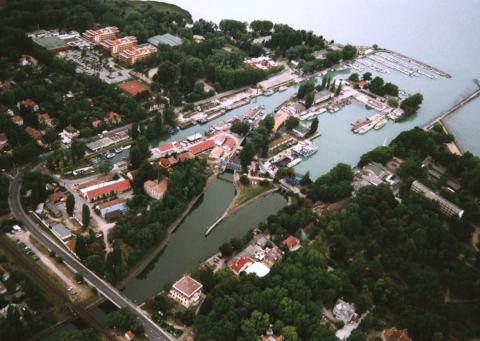
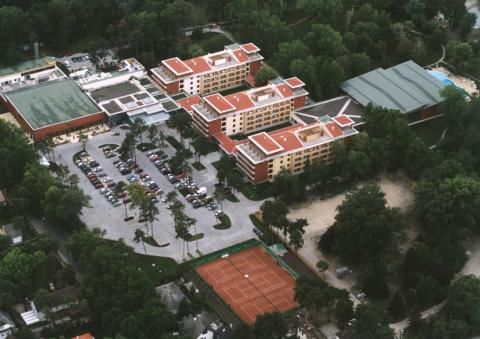
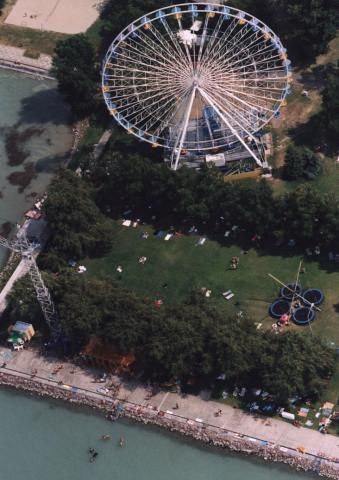